# Lucius Caesius Frontinus
Lucius Caesius Frontinus war ein im 2. und 3. Jahrhundert n. Chr. lebender Angehöriger des römischen Ritterstandes (Eques).
Durch eine Weihinschrift, die beim Kastell Lavatrae gefunden wurde und die auf 171/230 datiert wird, ist belegt, dass Frontinus Präfekt der Cohors I Thracum war, die in der Provinz Britannia stationiert war. Bei Lavatrae wurde noch eine weitere Inschrift gefunden, auf der Frontinus als Präfekt der Einheit aufgeführt ist. Er stammte aus Parma.